# Schwann-Zelle
| Aufbau einer Nervenzelle                                                                                 |
| --- |
| Dendrit Zellkörper Axon Axonhügel Zellkern Ranvier- Schnürring Axonterminale Schwann-Zelle Myelinscheide |

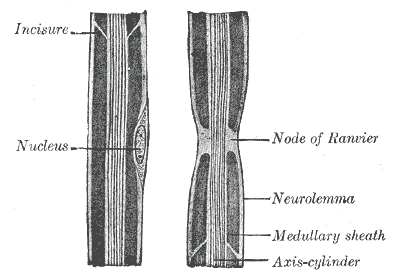
Abbildung aus Gray’s Anatomy mit Längsschnitten durch ein Axon im globalen Nervensystem mit einer Myelinscheide aus Schwann-Zellen

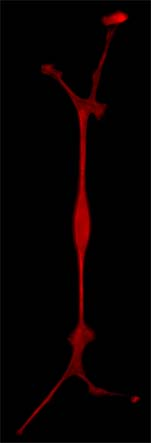
Eine Schwann-Zelle aus einer Zellkultur

Bei der Schwann-Zelle (Gliocytus periphericus, auch Schwannsche Zelle) handelt es sich um eine spezielle Form einer Gliazelle. Sie bildet eine Hüll- und Stützzelle, die das Axon einer Nervenzelle im peripheren Verlauf umhüllt und bei markhaltigen Fasern durch eine Myelinhülle elektrisch isoliert. Der den Ganglienzellen anliegende Lemnozyt wird ebenfalls als Schwann-Zelle im weiteren Sinn angesehen.

## Geschichte
Benannt wurde sie nach ihrem Entdecker, dem deutschen Anatomen und Physiologen Theodor Schwann (1810–1882).

## Aufbau und Funktion
Schwann-Zellen gibt es nur im peripheren Nervensystem. Sie dienen der Bildung von Myelinscheiden, die eine Isolierung der Axone bewirken, sodass deren Leitgeschwindigkeit erhöht wird. Im Zentralnervensystem wird die gleiche Funktion von Oligodendrozyten erfüllt.
Schwann-Zellen lagern sich an Axone von Nervenfasern an. Dabei bleibt zunächst unbestimmt, an wie viele Nervenfasern und in welchem Umfang sie dies tun. Sind sie nur halb oder einfach an die Axone angelagert, spricht man noch von marklosen Nervenfasern. Erst das durch eine Mehrfachumwickelung entstandene Fett-Eiweiß-Gemisch wird als Myelin bezeichnet bzw. die Nervenfaser als markhaltig. Dabei sind die Schwann-Zellen im Gegensatz zu den Oligodendrozyten nicht in der Lage, mehrere Axone vollständig zu ummanteln; sollte eine Anlagerung an mehrere Axone stattfinden, so wird diese nie zu einer vollständigen Umwicklung führen. Ein weiterer Unterschied besteht darin, dass Schwann-Zellen nach Verletzungen axonale Regeneration, ein Nachwachsen des Axons, bewirken können – eine Fähigkeit, die die Oligodendrozyten nicht besitzen, weswegen die Regeneration des ZNS bei Säugetieren beschränkt ist.
Etwa bei einem Drittel aller Nervenfasern wickelt sich die Schwann-Zelle während des Wachstums mehrfach um ein Axon herum. Nur bei Wirbeltieren kann sich die Schwann-Zelle vielfach um ein Axon wickeln.
Im äußeren Bereich einer Schwann-Zelle, der sich nicht um das Axon herumwickelt und so nicht am Myelin beteiligt ist, befinden sich Cytoplasma und der Zellkern. Dieser Teil wird auch Schwannsche Scheide oder Neurilemm genannt. Ihn umgibt eine Basallamina, die ihn mit dem umgebenden bindegewebigen Endoneurium verbindet. Wenn ein Axon nach einer Verletzung nachwächst, ist das Fortbestehen der Basallamina bedeutend, weil sie dem Axon den Weg vorgibt.
Zwischen benachbarten Schwann-Zellen entlang des Axons kommt es zu regelmäßigen Unterbrechungen der Myelinscheide. Diese werden als Ranvier-Schnürringe bezeichnet. Hier erfolgt die für die Steigerung der Nervenleitungsgeschwindigkeit wichtige saltatorische Erregungsleitung. Der Abschnitt zwischen zwei Ranvier-Schnürringen wird als Internodium bezeichnet.
Da Wirbeltiere Schwann-Zellen haben, aber andere Tierarten, z. B. Gliederfüßer, nicht, ist dies für große Wirbeltiere auf Grund der erheblich höheren Reaktionsgeschwindigkeit ein evolutionärer Vorteil. Bei kleineren Tieren verschwindet dieser Vorteil, da dort die chemische Übertragung der Informationen in den Synapsen die meiste Zeit in Anspruch nimmt.

## Krankheiten
Zu den erworbenen entzündlichen Erkrankungen, die unter Beteiligung der Schwann-Zellen ablaufen, zählen die Chronisch inflammatorische demyelinisierende Polyneuropathie (CIDP), das Guillain-Barré-Syndrom (GBS) sowie Lepra. Zu den erblichen Erkrankungen mit Schwann-Zell-Beteiligung zählen unter anderem der Morbus Charcot-Marie-Tooth, der Morbus Krabbe sowie die Niemann-Pick-Krankheit. Gutartige Tumoren der Schwann-Zellen nennt man Schwannom oder auch Neurinom. Nicht-neoplastische Schwann-Zellen und deren Vorläuferzellen spielen eine entscheidende Rolle im Ausreifungsprozess von Neuroblastomen zu Ganglioneuroblastomen und Ganglioneuromen. Multiple Sklerose (MS) als Folge der autoimmunen, entzündungsinitiierten Zerstörung der Myelinscheide kann hier ebenfalls genannt werden. Die Bemühungen der medizinischen Forschung zielen auf Reparatur und Unterbrechen der Entstehungskette hin. Es liegen umfangreiche Statistiken über Reihenmedikation u. a. mit Cortisongaben gefolgt von Vektorbeobachtung vor.